# Criză energetică

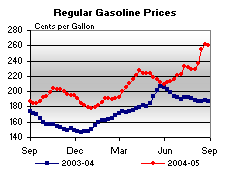
Evoluţia preţului benzinei în:
- 2003-2004: curba albastră,
- 2004-2005: curba roșie.

Criza energetică reprezintă situația în care necesarul de energie nu poate fi acoperit datorită diminuării resurselor de petrol, cărbune, energie electrică. Apare o creștere a prețului resurselor energetice și implicit o mărire a prețului produselor, datorată cheltuielilor suplimentare.

## Crize istorice
- 1973: prima mare criză a petrolului. Datorită Războiului de Yom Kippur, OPEC (Organizația Țărilor exportatoare de Petrol) instituie un embargo asupra livrărilor de petrol în SUA, drept răspuns al susținerii Israelului de către americani.
- 1979: a doua mare criză energetică mondială. Cauză: așa-zisa "revoluție iraniană" (căderea monarhiei lui Pahlavi și venirea la putere a ayatollahului Khomeini).
- 1990: creșterea prețului petrolului datorat războiului din Golf.[1]
- 2000- 2001: criza de electricitate din California.
- 2000 - 2007:Protestele britanice împotriva creșterii prețului produselor petroliere.
- 2001: criza nord-americană a gazului natural
- 2004: criza economică din Argentina